# Тара (река)
Тара је река у Црној Гори и Босни и Херцеговини (Република Српска). Настаје од две речице Опасанице и Веруше испод планине Комови. Последњих 40 km водотока и кањона Таре налази се у Босни и Херцеговини тј. Републици Српској, а на неколико места чини и границу између две државе. На Шћепан пољу, код саставка са реком Пивом сачињава реку Дрину. Углавном у Црној Гори позната је као „Суза Европе“. У целом току вода из реке се до скора могла користити за пиће.
Кањон реке Таре по неким наводима на свом највишем месту дубок је 1.333 m што га чини једним од најдубљих у Европи. Мање је вероватно веровање да је клисура по дубини или дужини друга у свету, после кањона реке Колорадо. Сама Тара је дугачка 146,4 km, са просечним падом 4,5 m/km, са површином слива 1.853 km². Река Валбона у Проклетијама на делу свог тока има проток воде чак двадесет пута већи од Таре код моста на Ђурђевића Тари. Већи део реке Таре (укључујући њен кањон) је под УНЕСКО-вом заштитом као издвојени део Националног парка Дурмитор. Ова река је идеална за сплаварење, рафтинг и риболов (посебно у делу крај Колашина где је идеална за мушичарење). Најатрактивнији део за сплаварење, рафтинг је последњих 25 km речног тока и кањона.
Пут од Пљевља до Жабљака је изграђен 1935, почетком септембра те године је завршен и провизорни висећи мост преко Таре, први те врсте у земљи. Мост на Ђурђевића Тари је дуг 365 m, грађен је од 1937. до 1940. године. Пројектовао га је Мијат Тројановић.
Светски конгрес географа у Единбургу 1984. године једногласно је поздравио акцију за спас Таре. Један од првих који се залагао за заштиту реке Таре и био против изградње хидроелектране на њој био је географ Милорад Васовић. Он је у септембру 2004. године невладиној организацији „Мост“ предао документ подршке 562 научника из Европе и света. Резултат кампање „Нећу бару, хоћу Тару“ био је усвајање „Декларације о заштити реке Таре“ у скупштини Црне Горе 14. децембра 2004. године.